# جون وليامز (لاعب كرة قدم أمريكية أمريكي)
جون وليامز (بالإنجليزية: John Williams) هو لاعب كرة قدم أمريكية أمريكي، ولد في 27 أكتوبر 1945 في جاكسون في الولايات المتحدة، وتوفي في 8 يوليو 2012 في منيابولس في الولايات المتحدة.

## وصلات خارجية
- جون وليامز على موقع مرجع كرة القدم المحترفة.كوم (الإنجليزية)